# Эшпинью (Мортагуа)
Эшпинью (порт. Espinho) — район (фрегезия) в Португалии, входит в округ Визеу. Является составной частью муниципалитета Мортагуа. Находится в составе крупной городской агломерации Большая Коимбра. По старому административному делению входил в провинцию Бейра-Алта. Входит в экономико-статистический субрегион Дан-Лафойнш, который входит в Центральный регион. Население составляет 1412 человека на 2001 год. Занимает площадь 41,40 км².